# بولدان
بولدان (به ترکی استانبولی: Buldan) شهری است در کشور ترکیه که در استان دنیزلی واقع شده‌است. جمعیت این شهر بر اساس سرشماری سال ۲۰۰۸ میلادی ۱۴٬۹۶۶ نفر و بر اساس برآوردهای سال ۲۰۰۹ میلادی ۱۴٬۸۶۶ نفر می‌باشد.